# Svinjski lupljivec
Svinjski lupljivec (znanstveno ime Suillellus luridus) je gliva iz rodu lupljivcev (Suillellus). Nekoč je bil znan pod imenom Svinjski Goban.

## Značilnosti
Svinjski lupljivec ima oranžno rdeče luknjice pod klobukom in mrežico na betu. Žametast klobuk, ki pri odraslih primerkih doseže od 8 do 20 cm je od olivnih do oranžno rjavih, včasih tudi rjavo rdečih odtenkov in je sprva polkrožen, nato pa se zravna, a nikoli ne postane blazinast. Kožica je suha in žametasta.
Himenij je sestavljen iz cevk, katerih luknjice so drobne, sprva oranžne, pri starih gobah pa bolj ali manj rdeče. Nad cevkami je v klobukovem mesu vinsko rdeča črta. Ob pritisku se luknjice obarvajo zelenkasto modro.
Bet svinjskega lupljivca je visok od 5 do 15 cm in ima v premeru od 2-5 cm. Sprva je bet teh gob vretenast, proti dnišču ošiljen, nato pa postane betičast. Lahko je okrasto rumen ali oranžen in proti dnišču rdečkast. Za te gobe je značilna podolžna, močno izražena mreža na betu, ki je pri mladih gobah rdečkasto rjava, pozneje pa postane sivo rjave barve.
Meso teh gob je rumenkasto do sivkasto, na prerezu se takoj modro zeleno obarva in je prijetnega vonja in okusa. V spodnjem delu beta je meso temno rdeče.

## Razširjenost in življenjski prostor
Svinjski lupljivec raste v različnih gozdovih, najpogosteje v travi na gozdnih obronkih, od zgodnjega poletja do pozne jeseni. Je dokaj pogost.

## Mikroskopske značilnosti
Trosni prah je rjavo zelene barve. Trosi so mandljeve oblike in merijo 10–16 x 5–7 μm.

## Podobne vrste
- Queletov lupljivec (Suillellus queletii) na betu nima mrežice
- prašičji novogoban (Neoboletus luridiformis) ima ne betu rdeče kosmiče

## Uporabnost
Pogojno užiten. Surov ali v kombinaciji z alkoholom je škodljiv, sicer pa je to zelo okusna in uporabna goba za različne jedi.

## Galerija slik
- ilustracija
- klobuk
- trosovnica in bet
- trosi